# Eckmannshofen
Eckmannshofen ist ein Gemeindeteil des Marktes Thalmässing im Landkreis Roth (Mittelfranken, Bayern). Eckmannshofen liegt in der Gemarkung Hagenich.

## Lage
Das heutige Dorf, früher ein Weiler, liegt östlich des Gemeindesitzes Thalmässing nördlich der Thalach, südlich von Schwimbach und nordwestlich von Aue. Es ist über eine von der Staatsstraße 2227 abzweigende Straße zu erreichen. Über Eckmannshofen führt der Wanderweg 452 des Naturparks Altmühltal, ein Rundweg ab Thalmässing mit der Markierung eines Ammoniten und der Zahl 2 auf gelbem Grund.

## Ortsnamendeutung
Der Ortsname in seinen frühen Schreibweisen enthält den Personennamen Ecgmund/Agimund/Egiman.

## Geschichte
Eckmannshofen ist als „Hecmushoue“ und „Ecgemundhove“ im Schenkungsbuch der Propstei Berchtesgaden um 1150 erstmals erwähnt: Pillunk und Wolfram de Talmasingen (=Thalmässing) schenkten dem Kloster zum Unterhalt ihrer Schwester ein Gut in dem Ort. Um dieselbe Zeit werden als Ortsadelige Chonrat und Engilman de Ecgmundhoue genannt. 1301 erscheint ein Albertus de Egmanshoven. 1332 trat ein Wilhelm von Eckmannshofen beim Verkauf des Burgstalles Brunneck bei Erlingshofen durch Rüdiger von Erlingshofen an den Eichstätter Bischof als Urkundenzeuge auf. 1411 bis 1421 amtete der Ortsadelige Vlrich der Eckmanshofer als Vogt auf der nahen Burg Landeck, die die Herren von Thalmässing als Reichslehen besaßen. 1421 ging der Ort an das Heilig-Geist-Spital Nürnberg über.
1787 bestand der Weiler aus acht, im 19. Jahrhundert aus neun Höfen, die die Flur von 116 Hektar bewirtschafteten.
Gegen Ende des Alten Reiches unterstand Eckmannshofen bis 1796 hochgerichtlich dem brandenburg-ansbachischen Landvogtei-Oberamt Stauf-Landeck. Die Dorf- und Gemeindeherrschaft hatte das Spitalamt Nürnberg inne. Kirchlich gehörte der Weiler zur unteren Pfarrei St. Gotthard im benachbarten Thalmässing. Das Nürnberger Spitalamt besaß grundherrschaftlich zwei Halbhöfe und sechs Köblergüter; ein weiteres Köblergut gehörte dem Domkapitel Eichstätt. Es gab auch ein gemeindliches Hirtenhaus. 1796 fiel das Fürstentum Ansbach an das Königreich Preußen, das dem Nebeneinander der Herrschaften auf kleinstem Raum eine Ende machte, so auch in Eckmannshofen.
Im Königreich Bayern bildete Eckmannshofen mit Hagenich, Gebersdorf und der Bergmühle (Guckerlamühle) 1818 die Ruralgemeinde Hagenich im Steuerdistrikt Thalmässing im Landgericht Raitenbuch, ab 1812 im Landgericht Greding.
1875 wurden in Eckmannshofen 32 Gebäude gezählt; in den Ställen standen vier Pferde und 72 Stück Rindvieh. Die Kinder besuchten die protestantische Schule in Thalmässing.
Am 1. Februar 1960 wurde Echmannshofen von Hagenich in den Markt Thalmässing umgegliedert. Mittlerweile ist es mit dem Gemeindesitz fast zusammengewachsen.

### Einwohnerentwicklung
- 1818: 49 (9 „Feuerstellen“ = Haushaltungen, 10 Familien)[15]
- 1823: 45[16]
- 1871: 43[17]
- 1900: 49[18]
- 1937: 40[19]
- 1950: 66[20]
- 1970: 44[21]
- 1. Januar 2014: 39[22]
- 2021: 40[1]

## Baudenkmal
Als Baudenkmal ist das Bauernhaus Eckmannshofen Nr. 7 ausgewiesen.

## Wiederkehrende Feste
- Alljährliche Kirchweih am letzten Wochenende im Juli